# Andy Khachaturian
 (janvier 2021).
Si vous disposez d'ouvrages ou d'articles de référence ou si vous connaissez des sites web de qualité traitant du thème abordé ici, merci de compléter l'article en donnant les références utiles à sa vérifiabilité et en les liant à la section « Notes et références ».
Andy Khachaturian (né le 4 mai 1975 à Los Angeles) était le batteur de System of a Down de 1994 à 1997. Malgré tout, il n'a participé à aucun album du groupe. Il a été le chanteur de The Apex Theory de 1999 jusqu'en novembre 2002. Il est actuellement le chanteur du groupe de rock alternatif, VoKEE.

## Discographie

### The Apex Theory
- 2000 - Extendemo
- 2001 - The Apex Theory (EP)
- 2002 - Topsy-Turvy

### VoKee
- 2005 : Pre-Motional Songs (EP)
- 2006 : Timelines 'N' Parallel (EP)
- 2006 : Riding the Walls (EP)
- 2008 : Spoke in Tongue (EP)